# واکسن دی‌ان‌ای

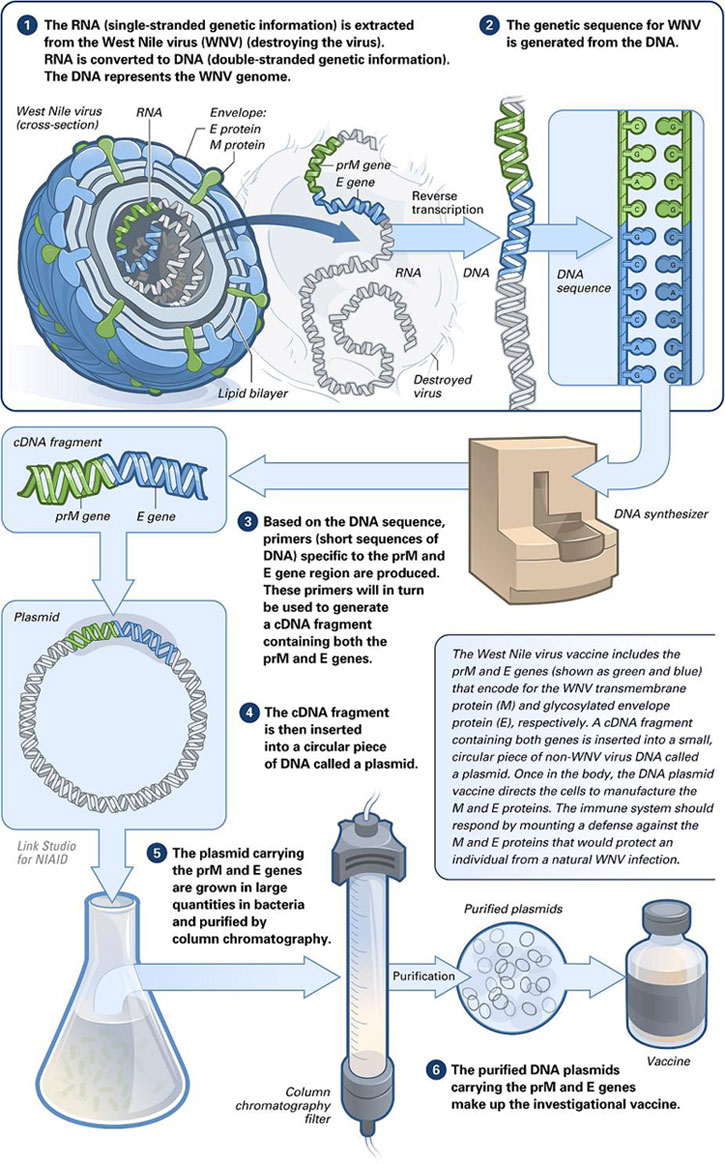
روش ساخت واکسن دی‌ان‌ای

دی‌ان‌ای واکسن‌ها، نوعی واکسن هستند که با ترافرست بخش کدکنندهٔ آنتی‌ژن مربوط به یک عامل عفونی به درون سلول‌ها، باعث تحریک دستگاه ایمنی میزبان علیه آن می‌گردند. این واکسن‌ها متشکل از یک پلاسمید بوده که از طریق روش‌های مهندسی ژنتیک، طراحی و ساخته شده‌است. این پلاسمید، به‌طور مستقیم به درون سلول‌ها تزریق شده و آن سلول‌ها قادر به تولید آنتی‌ژن‌های عوامل عفونی مورد نظر، شامل ویروس‌ها، باکتری‌ها و انگل‌ها خواهند شد. سازمان بهداشت جهانی واژه واکسن‌های اسید نوکلئیک را برای این نوع از واکسن‌ها پیشنهاد کرده و آن را به عنوان سومین انقلاب در علم واکسیناسیون معرفی نموده‌است. چندین واکسن دی‌ان‌ای برای استفاده در دامپزشکی، مورد آزمایش قرار گرفته‌اند که تزریق برخی از آن‌ها منجر به ایجاد ایمنی در حیوانات مورد آزمایش شد و در برخی از موارد نیز، تأثیرات مثبتی مشاهده نشد. بررسی‌هایی برای ایجاد ایمنی در برابر بیماری‌های عفونی و همچنین ایمنی در برابر سرطان، در انسان، از طریق دی‌ان‌ای واکسن‌ها در حال انجام است. مقامات کشور هند، طی دنیاگیری کووید-۱۹، در ماه اوت ۲۰۲۱، مجوزی اضطراری برای استفاده از واکسن ZyCoV-D صادر کردند. این واکسن، تولیدشده در شرکت کادیلا، نخستین دی‌ان‌ای واکسن تاییدشده برای مصرف انسانی است.
دی‌ان‌ای واکسن‌ها از جهاتی مشابه واکسن‌های دارای ویروس غیرفعال و واکسن‌های نوترکیب می‌باشند. البته به دلیل این‌که دی‌ان‌ای واکسن‌ها در موجودات ایجاد عفونت نمی‌نمایند از واکسن‌های حاوی ویروس زنده متمایز می‌شوند. علاوه بر این، برخلاف دی‌ان‌ای واکسن‌ها، واکسن‌های حاوی ویروس زنده ممکن است باعث سرکوب سیستم ایمنی گردند، یا در اثر تضعیف شدن تا حدی در ایجاد ایمنی، کم‌اثر شده باشند. همچنین، ممکن است در زنان باردار یا در افراد مبتلا به نقص ایمنی عوارضی ایجاد نمایند یا به دلیل آلودگی به موارد دیگر در طول فرایند تولید، مضر باشند. واکسن‌های اسید نوکلئیک به عنوان پنجمین نوع واکسن‌ها یا نسل سوم واکسن‌ها (پس از واکسن‌های غیرفعال شده، پروتئین‌های تخلیص شده پاتوژن‌ها، واکسن‌های نوترکیب و واکسن‌های ناقل ویروسی)، مورد توجه خاصی قرار گرفته‌اند.

## تاریخچه
حدود ۴۰ سال پیش مشاهده شد دی‌ان‌ای به تنهایی قادر به اِعمال تغییراتی در یاخته‌هاست. بدین ترتیب که اگر نوکلئیک اسید ویروس را استخراج و به‌طور مستقیم به خرگوش تلقیح شود، موجب ایجاد تومور می‌شود. حدود دو سال بعد آتاناسیو (Atanasiv) نشان داد که تلقیح دی‌ان‌ای نه تنها باعث تولید تومور در همستر می‌گردد، بلکه باعث تولید آنتی‌بادی ضد پولیوما نیز می‌شود.
در سال ۱۹۹۰ ولف (Wolff) و همکاران به‌طور اتفاقی در طی آزمایش نوعی لیپوزوم برای انتقال دی‌ان‌ای به درون یاخته‌ها، مشاهده کردند پلاسمید واجد یک ژن در یاخته‌های ماهیچه‌های اسکلتی موش باعث بیان ژن حامل خود گردید و این مشاهده، اولین پایه‌های کاربرد دی‌ان‌ای واکسن شد. در سال ۱۹۹۳ ژن نوکلئوپروتئین ویروس آنفلوآنزا به‌عنوان نخستین ایمونوژن برای تولید دی‌ان‌ای واکسن به‌کار گرفته شد.

## نقش پلاسمید
با حذف قسمت‌هایی از پلاسمید این امکان به وجود آم‌د که ژن‌های بزرگ‌تری را بتوان در درون پلاسمید، جاسازی کرد. پلاسمیدهای کوچک از بسیاری جهات واجد مزیت می‌باشند. به عنوان یک قاعده کلی کارایی ترافرست به‌طور معکوس به اندازه پلاسمید وابسته‌است. وقتی اندازه پلاسمید از ۱۵۰۰۰ جفت‌باز فراتر رود، به صورت یک عامل محدودکننده عمل می‌کند؛ بنابراین پلاسمیدهای کوچک‌تر که بتوانند ژن بزرگ‌تری را در خود جای دهند، مورد توجه بیشتری می‌باشند. علاوه بر این، پلاسمیدهای بزرگ‌تر از نظر تعیین نقشه آنزیمی و کار با آنزیم‌های محدودالاثر می‌توانند ایجاد اشکال نمایند و همچنین به تعداد کمتری تکثیر می‌شوند، بنابراین میزان تولید دی‌ان‌ای کمتر است.

## روش‌های تزریق
به سه روش استنشاقی، تزریق عضلانی و داخل جلدی می‌تواند تزیق شود. برخی مطالعات نشان داده‌اند که ناحیه تزریق می‌تواند در نوع پاسخ القا شده مؤثر باشد. به عنوان مثال در تجربه‌ای نشان داده شد هنگامی که یک نوع دی‌ان‌ای واکسن از راه تزریق عضلانی استفاده می‌شود پاسخ Th۱ را القا می‌کند اما هنگامی که همین واکسن از راه داخل جلدی تزریق گردید پاسخ ایمنی به سمت Th۲ متمایل گردید.

## دوز تزریقی
مطالعات نشان داده‌اند که میان دوز تزریقی دی‌ان‌ای واکسن با ایمنی القا شده رابطه مستقیمی وجود ندارد و کاربرد مقادیر بیش از حد دی‌ان‌ای واکسن در هر نوبت تزریق نه تنها کارایی بیشتر آن را به همراه ندارد بلکه باعث کاهش تحریک سیستم ایمنی نیز می‌گردد؛ بنابراین تعیین دوز بهینهٔ دی‌ان‌ای واکسن‌ها از اهمیت بالایی برخوردار می‌باشد.

## مزایا
تولید آنتی‌ژن توسط سلول‌های میزبان در واقع بعضی از جنبه‌های واکسن‌های ویروس غیرفعال را تقلید می‌کنند بدون این‌که خطر تکثیر پاتوژن بیماری‌زا وجود داشته باشد. عدم نیاز به زنجیره سرد که هزینه پایین نگه‌داری و تولید آن را به همراه دارد و نیز تحریک هر دو بازوی سیستم ایمنی به وسیله عرضه ژن حامل هم از طریق مجموعه سازگاری بافتی اصلی کلاس یک و هم با استفاده از مجموعه سازگاری بافتی اصلی کلاس دو از مزایای این نوع واکسن‌هاست. دی‌ان‌ای واکسن‌ها را می‌توان از واکسن‌های ساب‌یونیت محسوب کرد زیرا تنها یک یا بخشی از یک پروتئین را بیان می‌کنند. البته بر خلاف آن واکسن‌ها، دی‌ان‌ای واکسن‌ها به مراحل تولید در فرمانتور و تخلیص پروتئین نیازی ندارند. در طی مراحل خالص‌سازی شکل طبیعی پروتئین به راحتی می‌تواند دچار تغییر گردد و آنتی‌بادی‌هایی که علیه این پروتئین تغییر شکل یافته تولید می‌شود قادر به خنثی کردن پاتوژن اصلی نباشد. همچنین واکسن‌های ساب‌یونیت تنها توسط مجموعه سازگاری بافتی اصلی کلاس دو ابراز می‌شوند، در حالی که دی‌ان‌ای واکسن‌ها توسط هر دو کلاس مجموعه سازگاری بافتی اصلی ارائه می‌گردند. دی‌ان‌ای واکسن‌ها در دماهای بالا و پایین پایدار هستند و به صورت خشک یا محلول می‌توانند نگهداری شوند، بنابراین به زنجیره سرد که برای بسیاری از واکسن‌ها ۸۰٪ از هزینه‌های واکسیناسیون را به خود اختصاص می‌دهد نیاز ندارند. همچنین با توجه به یکسان بودن نوع واکسن برای کلیه آنتی‌ژن‌ها به راحتی می‌توان چندین واکسن را به همراه یکدیگر تزریق نمود. از طرفی به‌کارگیری روش واحد برای تولید کلیه واکسن‌ها مراحل تولید آن‌ها را ساده‌تر می‌کند. تولید سریع دی‌ان‌ای نسبت به پروتئین یا پاتوژن و تخلیص ساده‌تر از مزایای دیگر این واکسن‌هاست.

## معایب
1. امکان استقرار دی‌ان‌ای پلاسمید درون ژنوم یاخته‌ها: هر چند از نظر تئوری احتمال بروز چنین پدیده‌ای وجود دارد ولی امکان آن بسیار کم است. تاکنون نیز هیچ‌گونه استقراری از پلاسمید در درون ژنوم میزبان دیده نشده‌است.
2. تولرانس: در بعضی از سیستم‌های تجربی، تزریقهای مکرر مقدار کم آنتی‌ژن به بی‌پاسخی ایمنولوژیک یا تولرانس منجر می‌شود. در واکسن‌های دی‌ان‌ای نیز از آن‌جا که تنها مقدار کمی از آنتی‌ژن برای مدت طولانی بیان می‌شود، احتمال بروز تولرانس وجود دارد.
3. خودایمنی: احتمال بروز خودایمنی در اثر بیان آنتی‌ژن بر سطح سلول‌ها و واکنش ایمنی علیه سلول یا تبدیل یاخته‌هایی که به‌طور طبیعی عرضه‌کننده آنتی‌ژن نیستند، به یاخته‌هایی که آنتی‌ژن را عرضه می‌کنند، وجود دارد ولی باید توجه داشت که عفونت‌های ویروسی یا باکتریایی نیز ممکن است چنین حالتی را ایجاد کنند و خطر دی‌ان‌ای واکسن‌ها بیشتر از عفونت‌های مذکور نیست.

۴- آنتی‌بادی‌های ضد دی‌ان‌ای: القای آنتی‌بادی ضد پلاسمید یکی دیگر از نکاتی است که در دی‌ان‌ای واکسن‌ها مورد بحث است. آنتی‌بادی علیه دی‌ان‌ای در بیماری‌های مثل لوپوس تولید می‌شود. در مورد پلاسمیدها احتمال تولید چنین آنتی‌بادی‌هایی کمتر است زیرا احتمالاً دی‌ان‌ای دو رشته‌ای خالص شده به راحتی قادر به تحریک و تولید آنتی‌بادی نیست. هر چند از نظر تئوری احتمال بروز هر یک از موارد فوق وجود دارد ولی تاکنون از هیچ‌یک از آن‌ها گزارشی نشده‌است [۳].